# Cryptophyceae
Cryptophyceae es una clase de protistas unicelulares de agua dulce o marinos del subfilo Cryptophyta. En su mayoría son fotosintéticos y capaces de vivir en condiciones de luz escasa debido a la combinación de pigmentos fotosintéticos que presentan. Por tanto, se les encuentra a profundidades relativamente grandes en la columna de agua y también pueden sobrevivir bajo el hielo durante el invierno aprovechando la escasa luz que se filtra. En general son mixótrofos, es decir, son fotótrofos y bacteriófagos a la vez, la ingestión fagotrófica de bacterias les proporciona la fuente de fósforo y nitrógeno que necesitan. Son especialmente abundantes en aguas frías y parecen ser muy sensibles a la cantidad de luz que reciben, a menudo viviendo en las zonas más profundas de los claros lagos oligotróficos más septentrionales y de alta montaña, sobreviviendo a la congelación invernal y polar.
Algunos géneros como Chilomonas, que tiene leucoplastos, y Goniomonas, que carece por completo de plastos, son incoloros. La posición filogenética de Goniomonas y su naturaleza heterótrofa, lo ha llevado a clasificarse en su clase independiente Goniomonadea.
Cryptophyceae comprende tres órdenes y unas nueve familias, aunque aún hay más por identificar. Las criptofíceas junto a las katablefáridas y a Goniomonas se clasifican en el filo Cryptophyta.

## Características
Las criptofíceas tienen uno o dos plastos (o rodoplastos), a excepción de Chilomonas, que tiene leucoplastos. Otros grupos afines a las criptofíceas carecen de plastos por completo y son predadores como las katablefáridas y Goniomonas. Los plastos son laminares y localizados en posición parietal, muchas veces bilobulados o con forma de H. Los plastos presentan los tilacoides agrupados en pares, sin lamela ceñidora y puede haber uno o más pirenoides. Generalmente se presenta un único pirenoide localizado en el centro en el plasto hacia el lado dorsal de la célula, o bien en posición central entre los dos lóbulos del plasto. En algunas especies se presentan dos o más pirenoides localizados en lados interiores izquierdo y derecho de los lóbulos de los plastos.
Los plastos están rodeados por cuatro membranas y contienen un orgánulo, el nucleomorfo, localizado en un compartimento situado entre las dos membranas interiores y las dos exteriores. El nucleomorfo contiene un genoma altamente reducido, lo que sugiere que el plasto se derivó de un simbionte eucariota, siendo el nucleomorfo el remanente del núcleo del simbionte. Los estudios genéticos sugieren que el simbionte pudo haber sido un alga roja, aunque sus rodoplastos son muy diferentes. La membrana externa del plasto está conectada con la envoltura nuclear y con el retículo endoplasmático rugoso, por lo que se denomina retículo endoplasmático cloroplástido. 
Los plastos contienen clorofilas a y c2 junto con otros pigmentos y cuyo color puede ser oliva, marrón, rojo o verde-azulado. Poseen pigmentos ficobilínicos: ficocianina y ficoeritrina, pero no se presentan en ficobilisomas, sino en el espacio intratilacoidal. Presentan α-caroteno y predominantemente aloxantina (carotenoide del grupo de las xantofilas), sin embargo falta el β-caroteno. Utilizan como material de reserva almidón verdadero, extraplastidial, asociado con plastos y núcleo, y glóbulos de lípidos en el citoplasma.

## Origen
Evolutivamente, las criptofíceas se habrían originado por simbiogénesis entre una célula heterótrofa huésped y un alga endosimbionte Rhodophytina, lo que constituyó una endosimbiosis secundaria. Es por esto que los plastos de las criptofíceas (o rodoplastos en este caso), comparten características comunes con las algas rojas, tales como la presencia del pigmento rojo ficoeritrina y la r-ficocianina.